# Jaroslav Langer
Jaroslav Langer (* 1918 in der Tschechoslowakei; † 2008 oder 2009 in Bonn) war ein tschechisch-deutscher Jurist, Widerstandskämpfer, Wirtschaftswissenschaftler, Politikwissenschaftler, Schriftsteller, Politiker und Zukunftsforscher.

## Leben
In den Jahren 1937–1939 studierte er an der Juristischen Fakultät der Karls-Universität in Prag. Nach der Besetzung der Tschechoslowakei durch die deutsche Wehrmacht floh er nach Polen, wo er nach dem Ausbruch des Zweiten Weltkrieges von der Gestapo verhaftet wurde. Beim Transport ins Konzentrationslager konnte Langer fliehen und sich in die sowjetische Westukraine absetzen. Bei der Invasion der deutschen Armee im Juni 1941 fiel er wieder unter deutsche Besatzung. Später schloss er sich dem Widerstandskampf im Warschauer Ghetto an.
Nach dem Zweiten Weltkrieg studierte er 1945–1948 in Prag Wirtschafts- und Politikwissenschaften. Im Jahr 1954 wurde er Mitglied des Tschechoslowakischen Schriftstellerverbandes. 1962 wurde er vom Verband ausgeschlossen, 1967 aber – mit Beginn der Tauwetterperiode in der ČSSR – als Mitglied rehabilitiert. Während des Prager Frühlings 1968 war er ein Mitbegründer der Gesellschaft für Menschenrechte und Mitglied des vorbereitenden Ausschusses des Klubs der engagierten Parteilosen (KAN).
Nach der gewalttätigen Beendigung des Prager Frühlings im Jahre 1969 ging er ins Exil nach Deutschland und lebte mit seiner Frau in Bonn, wo er von 1970 bis 1979 als wissenschaftlicher Mitarbeiter in der Bibliothek der Friedrich-Ebert-Stiftung arbeitete.
Auf Anregung von Manfred Sibker, einem Mitglied des Club of Rome, konnte das Vorhaben von Langer „Disfunktionalität moderner machthierarchischer Gesellschaftsstrukturen als Ursache der Auflehnung des einzelnen gegen etablierte Macht“ mit einem Stipendium der Stiftung Volkswagenwerk (heute: Volkswagenstiftung) über zwei Jahre (1977–1979) finanziert werden.
Nach seiner Pensionierung war er weiter als freier Schriftsteller und Zukunftsforscher tätig. Sein Lebenswerk veröffentlichte er 1988 unter dem Titel "Grenzen der Herrschaft: Die Endzeit der Machthierarchien".
Er war Mitglied im Kuratorium des Vereins Mehr Demokratie e.V.
(vormals IDEE e.V. – Initiative DEmokratie Entwickeln), die er mitgründete.
Nach dem Fall des Eisernen Vorhangs im November 1989 reiste er rege nach Prag und traf sich mit Vertretern des dortigen Bürgerforums (Občanské fórum) OF und Klubs engagierter Parteilosen (Klub angažovaných nestraníků) KAN'90, erneuerter KAN'68, für die er Vorschläge „Wie weiter“ etc. erarbeitete. Sie wurden Teil dortiger Diskussion – wie zwischen Pavel Holba (KAN'90) und Josef Mrázek (OF / S12 SPOJENÍ).

### Zitat – KAN'68, KAN'90
„Zu Beginn des Jahres 1968 hatte die Kommunistische Partei etwa eineinhalb Millionen Mitglieder, was etwa 13 Prozent der Wahlberechtigten entsprach. Auch wenn wir davon ausgehen würden, dass diese gesamte „Mitgliederbasis“ einen echten Einfluss sowohl auf die Auswahl der Kandidaten für das Parlament als auch auf die Wahl der Mitglieder des Zentralkomitees und des Politbüros der Partei hätte (was natürlich nicht der Fall ist, also reine Fiktion), selbst dann würden diese dreizehn Prozent nicht einmal die Macht der damaligen kommunistischen Parteizentrale über die Bürger legitimieren, noch den Anspruch der Partei, die „führende Kraft im Staat“ zu sein, den Lenins Doktrin des „demokratischen Zentralismus“ zuschrieb.
Die Grundidee des Klubs engagierter Parteilosen (KAN) als bürgerpolitischer Bewegung des Prager Frühlings war die schrittweise Beseitigung dieser illegitimen hierarchischen Herrschaft der Parteioligarchie durch die wachsende Zahl unabhängiger Abgeordneter im Parlament und das eigene vorparlamentarische politische Leben der Bürgerbasis.
Zukünftig sollen nicht nur Impulse und konkrete Vorschläge zur Lösung gesellschaftspolitischer Probleme, sondern auch Kandidaten für Parlamentsmandate aufgrund ihrer nachgewiesenen beruflichen, kreativen und moralischen Qualitäten vermittelt werden. Ihre politische Arbeit , die in und für die Gemeinschaft durchgeführt werden, und ihre Unabhängigkeit von hierarchisch und zentral strukturierten Organisationen, anstatt die Leiter einer Funktionärskarriere in der Partei zu erklimmen, hätten sie daher als demokratische Politiker und nicht als professionelle Machtkämpfer qualifizieren müssen.“

## Publikationen

### Deutsch
- Macht und Eigentum als systembedingte Wertgrundlagen unserer Gesellschaft, Frankfurt am Main, 1979, (Hrsg.: Wertwandel und gesellschaftlicher Wandel, Helmut Klages; Peter Kmieciak, Campus Verl. S. 664–666, ISBN 3-593-32417-2)
- Zur Technologie der Freiheit, Gesellschaft für Zukunftsfragen, Berlin 1980 (Werkstatthefte für Zukunftsforschung, 18)
- Zwanzig Thesen zu neuen politischen Bürgerbewegungen, Köln 1980 (Zentrum für Gruppenstudien und Gemeinwesenarbeit)
- Soziale Verteidigung durch Gesellschaftsstrukturen: Ein alternativer Friedensplan, Bonn 1983 (Hrsg.: Klub Alternativer Nonkonformisten (KAN), 59 S. (Das KAN-Papier, 2))
- Grenzen der Herrschaft: Die Endzeit der Machthierarchien, Opladen 1988 (VS Verlag für Sozialwissenschaften / Westdeutscher Verlag, 334 S., ISBN 3-531-11903-6)
Grenzen der Herrschaft: Studie moderner Herrschaftsstrukturen, Entwurf einer herrschaftsfreien Staatsstruktur, Edition von Mehr Demokratie, 1988[5]
- Zwanzig Thesen zu neuen politischen Bürgerbewegungen, Bonn, September 1991

### Tschechisch
Für OF und KAN'90, Reprint der Texte von Jaroslav Langer und Zusammenfassung ihrer Kritik aus Diskussionen von Pavel Holba (KAN'90) mit Vladimir Rott (3 Teile auf Tschechisch):
- Jaroslav Langner: Co se stalo a jak dál (Was geschehen ist und wie weiter), 1990 / Vladimír Rott: Cesta k demokracii v České republice (Auf dem Weg zur Demokratie in Tschechien), 2013 / Vladimír Rott: Kritika textu, a návrhů, Jaroslava Langnera (Kritik der Vorschläge von Jaroslav Langner), Edition KAN '68/'90 | S12 SPOJENÍ, Zürich / Berlin / Prag 2012/13, (PDF: vjrott.com/kan/langner-90.pdf), darin:
  - Co se stalo a jak dál ... K nové československé demokracii (Was geschehen ist und wie weiter ... zur neuen tschechoslowakischen Demokratie), Jaroslav Langner, Bonn / Prag, 1990, autorisierte Übersetzung
neboli: Podněty k dobře možné cestě ve stopách KANu a Pražského jara – s výjimkou návrhů kritizovaných, kritika také v poznámkách (oder: Anregungen für einen gut möglichen Weg, den KAN und das Prager Frühling angefangen haben – mit Ausnahme kritisierter Vorschläge, Kritik auch in den Anmerkungen), Vladimir Rott, Zürich / Berlin / Prag 2012/13 (32 Seiten)
  - Cesta k demokracii v České republice (Auf dem Weg zur Demokratie in Tschechien), Vladimir Rott, Kulturní noviny 35/13, 26. August 2013 (1 Seite), Reprint des Artikels: Cesta k demokracii v České republice (Auf dem Weg zur Demokratie in Tschechien), Kulturní noviny 35/13, 26. August 2013
  - Kritika textu, a návrhů, Jaroslava Langnera: „Co se stalo a jak dál ... k nové československé demokracii“ (Kritik der Vorschläge von Jaroslav Langner: „Was geschehen ist und wie weiter ... zur neuen tschechoslowakischen Demokratie“), Vladimir Rott, Zürich / Berlin / Prag 2012/13 (3 Seiten)